# لايتون جيمس
لايتون جيمس (بالإنجليزية: Leighton James)‏ هو لاعب كرة قدم بريطاني في مركز نصف الجناح، ولد في 16 فبراير 1953 في لغور ‏ في المملكة المتحدة. شارك مع منتخب ويلز لكرة القدم. أما مع النوادي، فقد لعب مع ديربي كاونتي وسوانزي سيتي وكوينز بارك رينجرز ونادي بوري ونادي بيرنلي ونادي سندرلاند ونيوبورت كونتي.

## وصلات خارجية
- لايتون جيمس على موقع الاتحاد الأوربي (الإنجليزية)
- لايتون جيمس على موقع قاعدة بيانات كرة القدم.إي يو (الإنجليزية)
- لايتون جيمس على موقع ناشيونال فوتبول تيمز (الإنجليزية)
- لايتون جيمس على موقع Soccerway.com (الإنجليزية)
- لايتون جيمس على موقع عالم كرة القدم.نت (الإنجليزية)